# Ергатив
Граматичний відмінок ергатив (лат. ergativus, скорочено erg, від дав.-гр. ἐργασία — дія; «дійовий відмінок») у деяких мовах позначає іменник, що є підметом перехідного дієслова (агенс). При цьому об'єкт дії (пацієнс) ставиться в абсолютив. Отож, наприклад, у фразі «сонце освітлює ліс» в таких мовах слово «сонце» буде стояти в ергативі, оскільки це суб'єкт, що діє на ліс; натомість слово «ліс» буде стояти в абсолютиві як пацієнс. В українській мові аналогічну конструкцію можна утворити з пасивним станом: «ліс освітлюється сонцем». У такому разі роль абсолютиву гратиме називний відмінок, а роль ергатива — орудний. 
Приклади мов, де існує ергатив: 
- баскська: Ehiztariak otsoa harrapatu du. — Мисливець піймав вовка. (букв. «Мисливцю вовк попався»).
- грузинська: კატამ დაიჭირა თაგვი (katam daichira tagvi) — Кіт піймав мишу.
- чеченська: Говро хи молу — Кінь п'є воду